# Área de Relevante Interesse Ecológico Cerrado Pé de Gigante
A Área de Relevante Interesse Ecológico Cerrado Pé de Gigante está localizada no município de Santa Rita do Passa Quatro estado de São Paulo na região sudeste do Brasil. O bioma predominante é o da Mata Atlântica.